# Schajovskoya neuquenensis
Schajovskoya neuquenensis är en nattsländeart som beskrevs av Oliver S. Flint Jr. 1979. Schajovskoya neuquenensis ingår i släktet Schajovskoya och familjen Hydrobiosidae. Inga underarter finns listade i Catalogue of Life.

## Bildgalleri

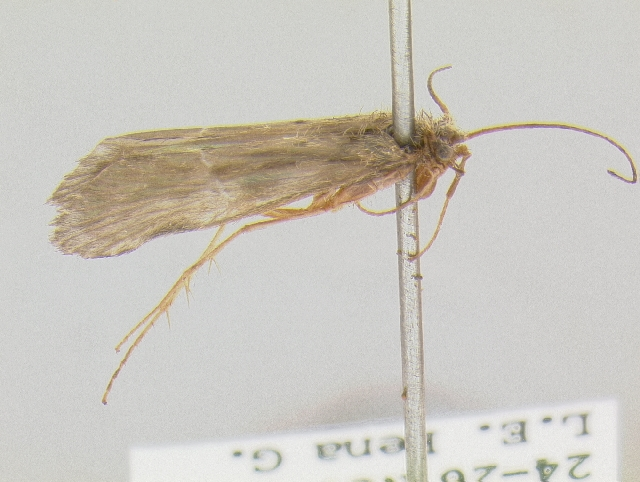